# Amalia Lindegren
Amalia Lindegren (Estocolm, 22 de maig de 1814-ibídem, 27 de desembre de 1891) va ser una pintora sueca i membre de la Reial Acadèmia Sueca de les Arts (1856).

## Biografia
Amalia Lindegren va néixer a Estocolm. A l'edat de tres anys va morir la seva mare i va ser enviada a un orfenat. Va ser adoptada per la vídua del seu suposat pare biològic, Benjamin Sandel. Va tenir una infància humiliant, en la qual era utilitzada per demanar caritat a les classes altes. Aquesta etapa de la seva vida es veuria reflectida en les seves últimes obres, amb quadres que mostraven nenes petites d'expressió trista.
El seu estil va fer que l'artista i professor d'art Carl Gustaf Qvarnström (1810-1867) l'acceptés en la Reial Acadèmia Sueca de les Arts el 1849, i el 1850 Lindegren seria la primera dona a rebre una beca d'art de l'acadèmia per anar a estudiar a París, on va estar vivint fins a l'any 1856. A París va ser estudiant de Léon Cogniet i Ange Tissier. També va assistir a l'Acadèmia de Belles arts de Düsseldorf i l'Acadèmia de Múnic, i va visitar Roma de 1854 a 1855, abans de tornar a Suècia l'any 1856.
Va morir a Estocolm.

### Artista
A Lindegren se la sol associar amb l'escola pictòrica de Düsseldorf. Va realitzar retrats i quadres de gènere, i es va inspirar en artistes com Adolph Tidemand, Hans Gude i Per Nordenberg, a més d'en l'estil alemany de l'època. Va enviar un quadre a casa seva des dels seus estudis a París: una escena sobre el consum d'alcohol que representava, segons l'Acadèmia, «un tema inusual per a una dona». A més, aquella «escena […] no mostra indicis d'haver estat realitzada per una soltera».
Com a retratista, Amalia Lindegren va ser reconeguda pel seu talent per a l'observació. A més, els seus quadres de Dalarna, juntament amb les seves obres sentimentals de nenes petites tristes, van ser molt populars. Lillans sista bädd (L'últim llit de la petita) va ser exposat a París el 1867, a Filadèlfia el 1876 i a Chicago l'any 1893.

### Reconeixements
Amalia Lindegren va rebre el títol agré (agreerad) l'any 1853 i el 1856 va ser nomenada membre de la Reial Acadèmia Sueca de les Arts. Va ser membre honorària de la Societat Britànica de Dones Artistes (Society of Women Artists) a Londres i va rebre el guardó Litteris et Artibus.

## Galeria

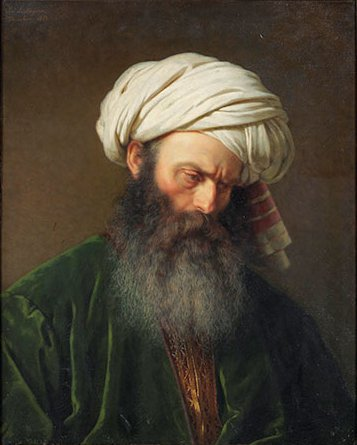
Estudi d'un home amb abillament turc, 1854
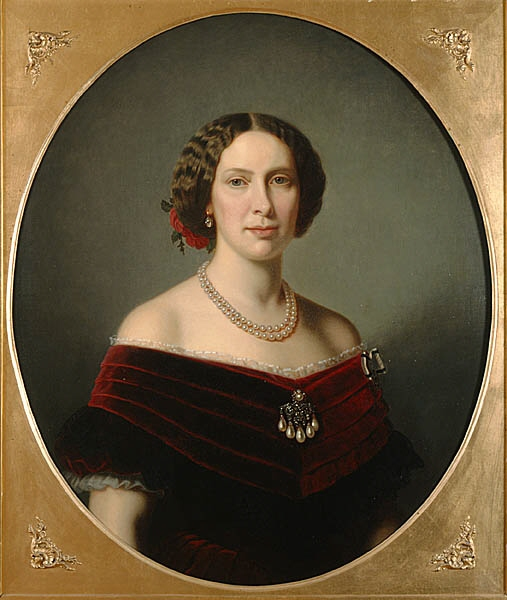
Lovisa (Vilhelmina Fredrika Alexandra Anna Lovisa) (1828-1871), 1859
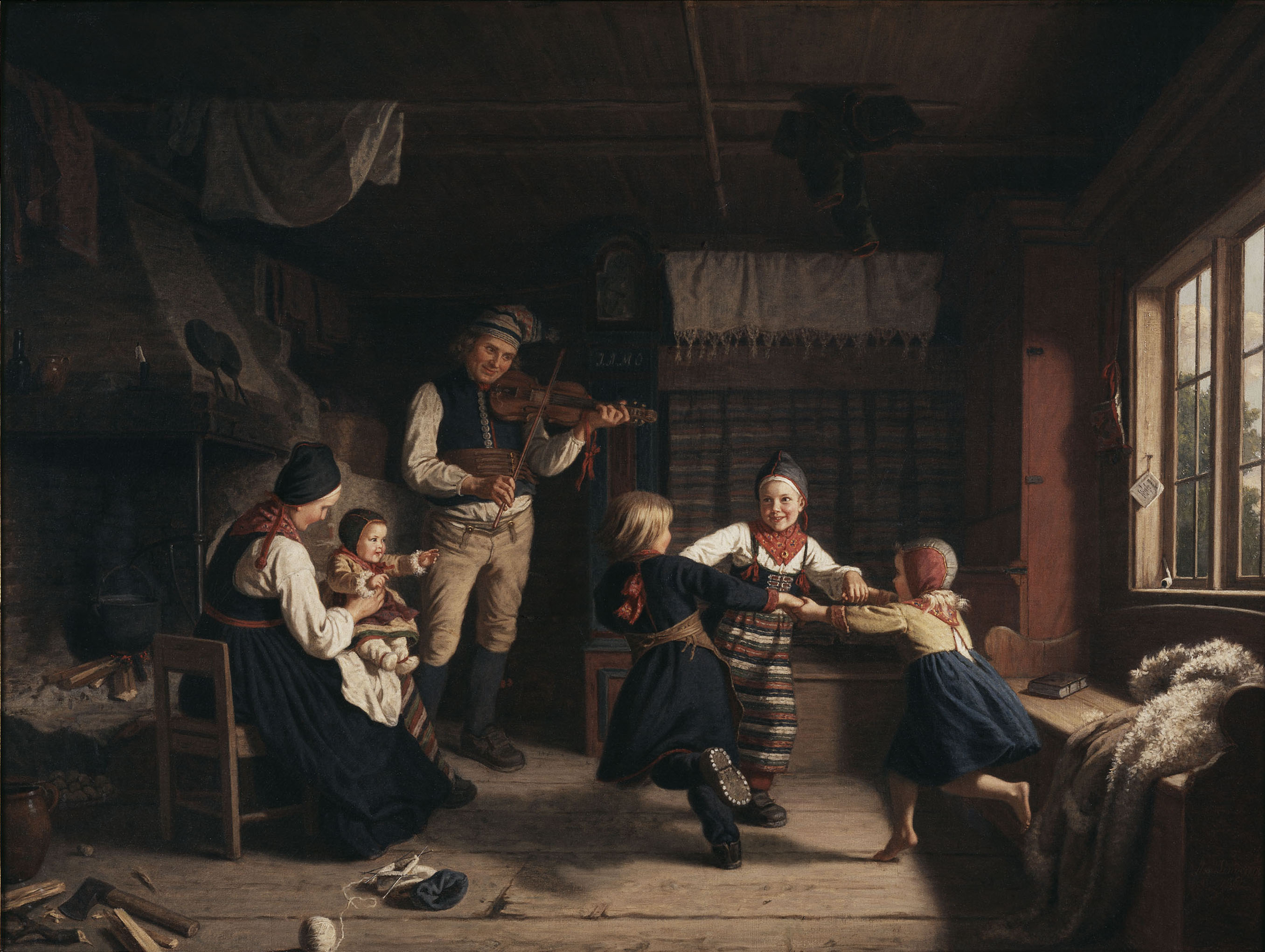
Söndagsafton i en dalstuga (Diumenge a la nit en una cabana), 1860
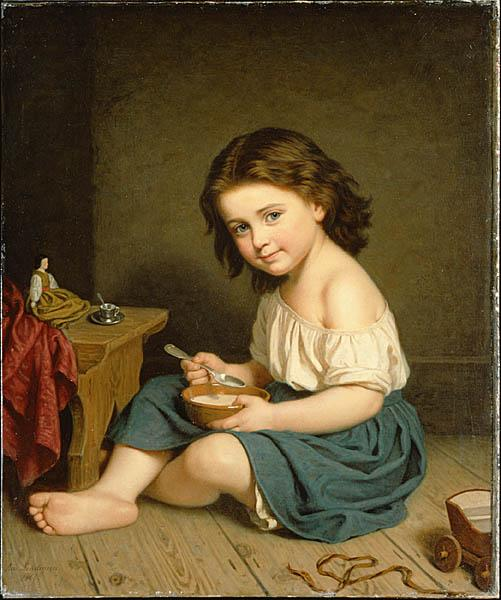
Frukosten (El desdejuni), 1866
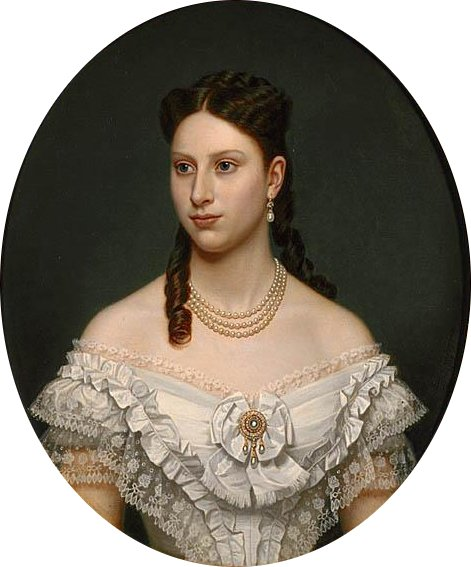
Lluisa de Suècia (1851-1926), retrat, 1873
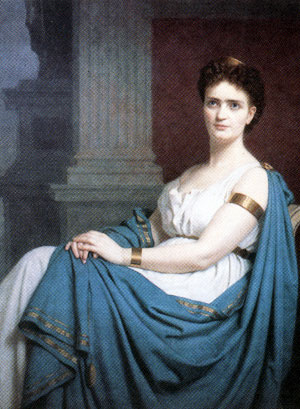
Signe Hebbe (1837-1925), circa 1890
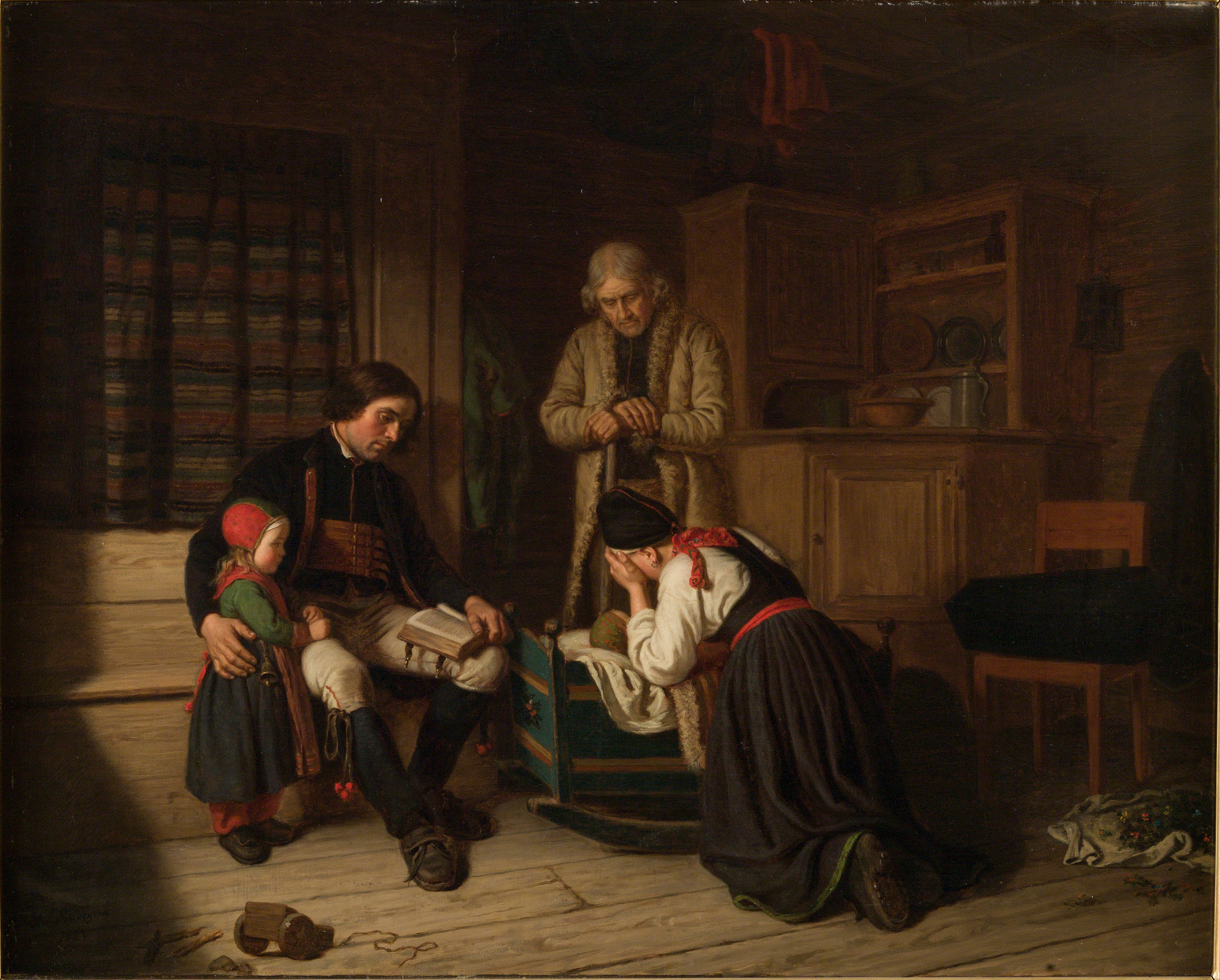
Lillans sista bädd (L'últim llit de la petita)
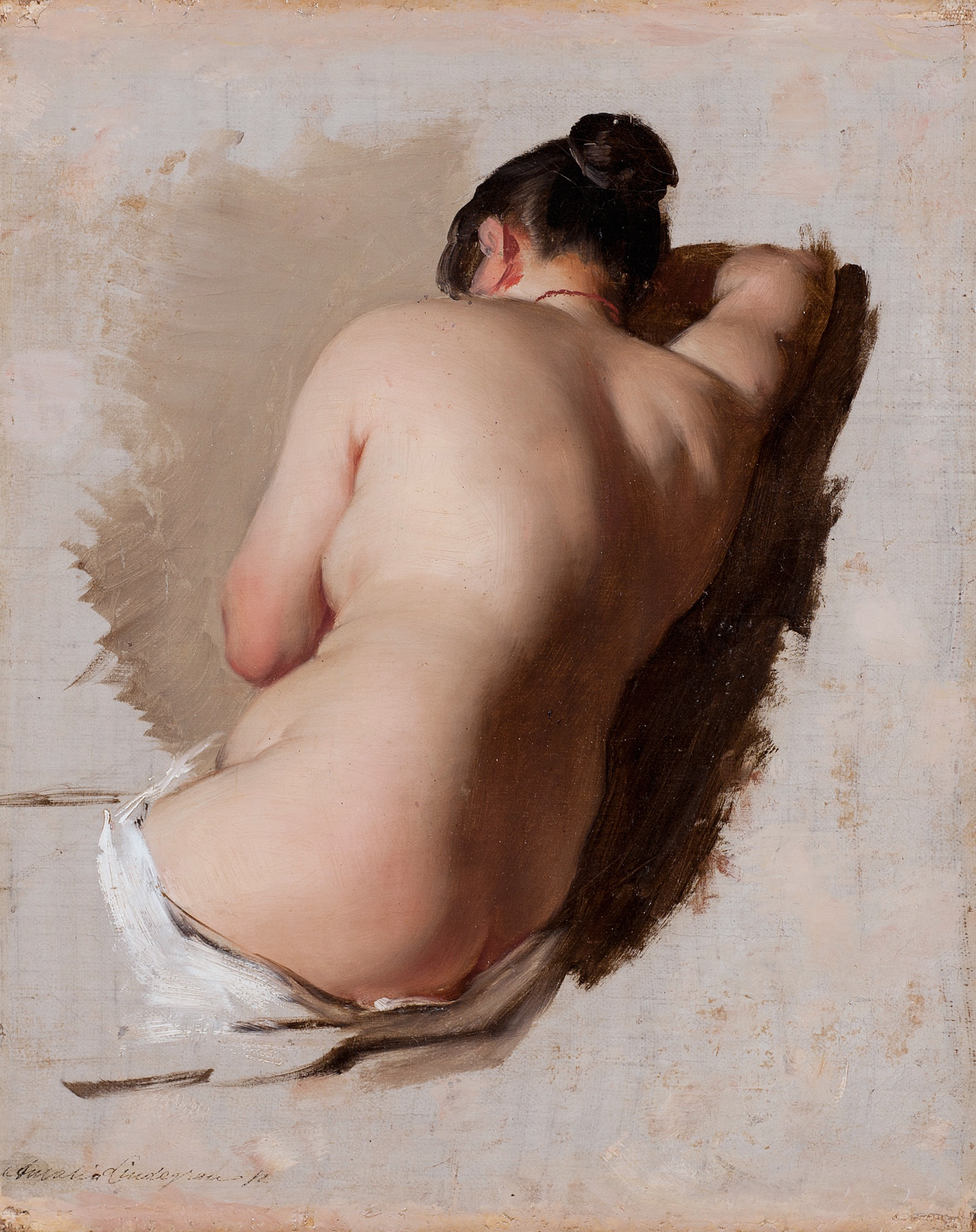
Estudi d'una model
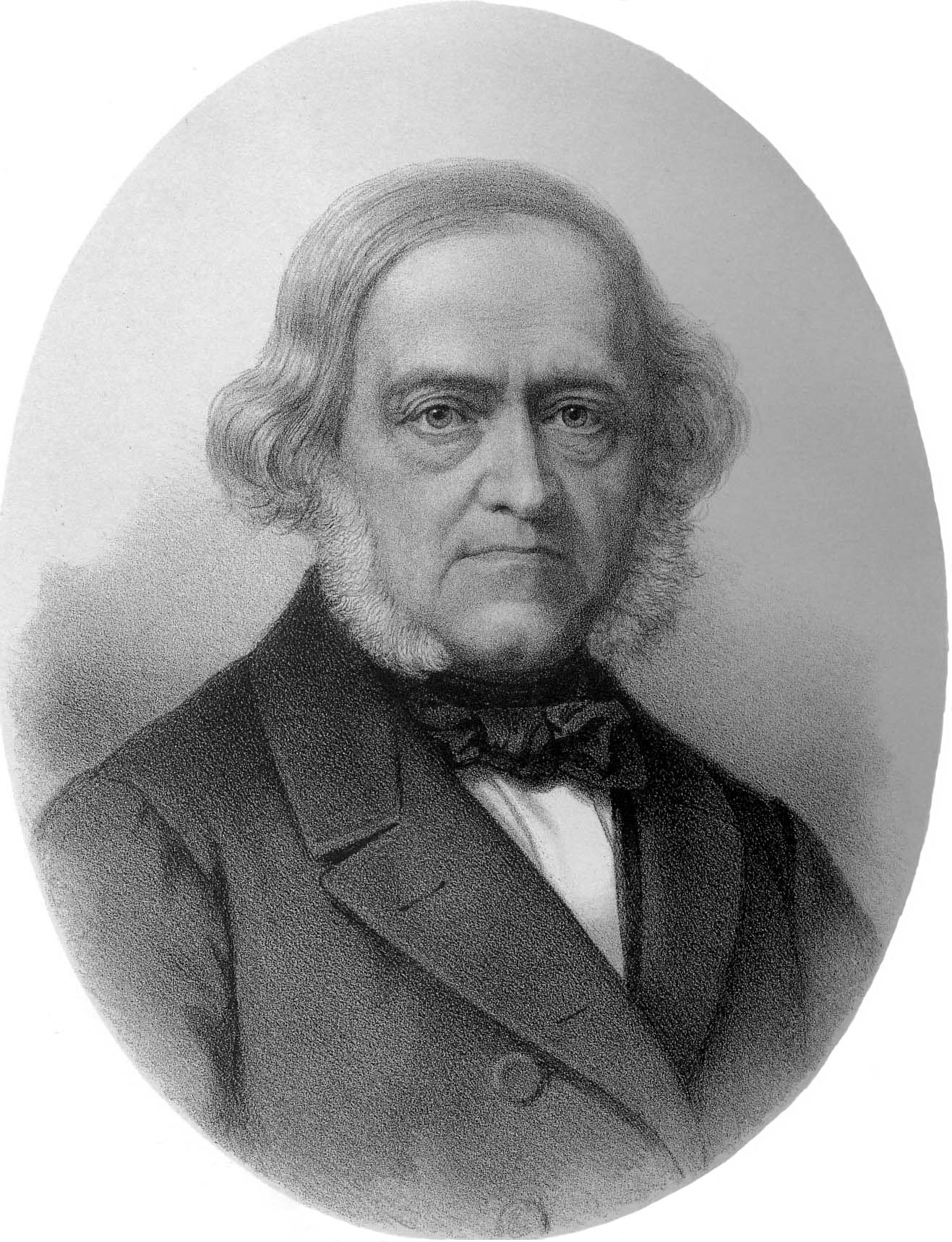
Jacob Nils Tersmede (1795-1867), retrat
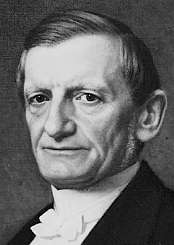
Arvid Posse (1820-1901), retrat